# ブリザード・エンターテイメント
- マイクロソフト > アクティビジョン・ブリザード > ブリザード・エンターテイメント
- Xbox > Xbox Game Studios > ブリザード・エンターテイメント

ブリザード・エンターテイメント（英: Blizzard Entertainment, Inc.）は、アメリカ合衆国のカリフォルニア州アーバインにあるゲームソフトウェア開発会社。
マイクロソフトの子会社であるアクティビジョン・ブリザードの子会社としてデベロッパーとパブリッシャーの双方で事業を行っている。
モットーは「Dedicated to Creating the Most Epic Entertainment Experiences… Ever!（最高のエンターテイメント体験を作り出すために専念する…これからもずっと!）」。

## 概要
1991年2月8日、カリフォルニア大学ロサンゼルス校の卒業生であったマイケル・モーハイム、フランク・ピアース、アレン・アドハムによってシリコン&シナプス社として設立。1993年、自社タイトルとしてレースゲーム『ロックンロールレーシング』、アクションゲーム『バイキングの大迷惑』を発売した。
1994年、社名を現在のブリザード・エンターテイメント（Blizzard Entertainment）に変更し、リアルタイムストラテジーゲーム『ウォークラフト』を発売した。『ウォークラフト』シリーズは現在に至るまで世界的に傑出した人気を持つRTSタイトルへ成長した。1997年、アクションRPG『ディアブロ』を発売、これにあわせてオンラインゲームサービス「Battle.net」の運営を開始、今日のMMORPGの先駆けとなった。1998年には『ウォークラフト』の姉妹作にあたる『スタークラフト』を、2000年には『ディアブロ』の続編に当たる『ディアブロII』をそれぞれ発売してそれぞれ人気作となった。
2004年、ウォークラフトシリーズの世界観をベースにしたMMORPG『ワールド オブ ウォークラフト』を発表して、2008年に課金者数が1,150万人を突破する大ヒットとなり、2010年に「世界で最もプレイされているMMORPG」としてギネスブックにも登録されていた。2007年、フランスの電気通信企業ヴィヴェンディ社が自社のゲーム部門（ヴィヴェンディ・ゲームズ）とアメリカのゲーム会社アクティビジョンを合併させた際、当時ヴィヴェンディ・ゲームズ傘下であったブリザード社の名を採用して新会社名をアクティビジョン・ブリザード社とした。
2013年、アクティビジョン・ブリザードは親会社ヴィヴェンディ社から株式を購入して独立企業となった。2014年、オンラインカードゲーム『ハースストーン』のサービスを開始、2500万アカウントの登録者を記録している。2016年に発売された同社初となるチーム対戦型アクションシューティングゲーム『オーバーウォッチ』は2018年に総プレイヤー数が4000万人を突破した。2019年には香港デモ支持を表明したハースストーンプレイヤーの大会出場停止と獲得賞金の取消処分を行なったことから、同社製品のボイコットなど物議を醸した。
2022年1月18日、マイクロソフトがアクティビジョン・ブリザードを687億ドルで買収することを合意したと発表した。2023年10月13日に買収が完了、マイクロソフト傘下となり、ブリザード・エンターテイメントもマイクロソフトおよびXbox Game Studiosの1つとなった。

## 日本での展開
1998年にはエレクトロニック・アーツから『ディアブロ』が発売され、2000年にカプコンから『ディアブロII』が、2003年に『ウォークラフトIII』が発売されたが、その後10年近く日本でのサービスは行っていなかった。2011年の東日本大震災の際には約190万ドル（約1億4600万円）の義援金を日本赤十字社に寄付している。2014年からはスクウェア・エニックスを通じて『ディアブロIII』、『オーバーウォッチ』（2019年6月30日まで）といったタイトルをリリースする。2018年12月27日に発売された『ディアブロIII エターナルコレクション』（Nintendo Switch版）からはブリザード・エンターテイメントが自社販売を行っている。

## 開発作品
- ウォークラフトシリーズ（Warcraft）
  - ウォークラフト
  - ウォークラフトII Tides of Darkness
  - ウォークラフトII 拡張パック Beyond the Dark Portal
  - ウォークラフトII バトルネットエディション（II本体と拡張パック、追加マップを含めてBattle.net対応）
  - ウォークラフトIII Reign of Chaos
  - ウォークラフトIII 拡張パック The Frozen Throne
  - ワールド オブ ウォークラフト
  - ワールド オブ ウォークラフト 拡張パック The Burning Crusade
  - ワールド オブ ウォークラフト 拡張パック Wrath of the Lich King
  - ワールド オブ ウォークラフト 拡張パック Cataclysm
  - ワールド オブ ウォークラフト 拡張パック Mists of Pandaria
  - ワールド オブ ウォークラフト 拡張パック Warloads of Draenor
  - ワールド オブ ウォークラフト 拡張パック Legion
- ディアブロシリーズ（Diablo）
  - ディアブロ
  - ディアブロII
  - ディアブロII 拡張パック Lord of Destruction
  - ディアブロ バトルチェスト（ディアブロシリーズ3本とガイドブック）
  - ディアブロIII
  - ディアブロIII リーパー オブ ソウルズ アルティメット イービル エディション
  - ディアブロIII ライズ オブ ザ ネクロマンサー
  - ディアブロIII エターナルコレクション
  - ディアブロlV
- スタークラフトシリーズ（StarCraft）
  - スタークラフト（StarCraft）
  - スタークラフト 拡張パック Brood War
  - スタークラフト：ゴースト 3Dのサードパーソンビュースニークアクションとして開発されていたが、現在凍結中。
  - スタークラフトII 日本語版発売予定は無し。テラン、プロトス、ザーグの各部族ごとを一本のソフトとし、三部作構成になっている。第一弾はテラン視点の「Wings of Liberty」、第二段はザーグ視点の「Heart of the Swarm」、第三弾がプロトス視点の「Legacy of the Void」[13]。
- Hearthstone: ハースストーン
- オーバーウォッチシリーズ（Overwatch）
  - オーバーウォッチ
  - オーバーウォッチ2

シリコン&シナプス時代には『バイキングの大迷惑』や『ロックンロールレーシング』などを手掛けている。

## 人物
- ジェフリー・キャプラン
- サムワイズ・ディディエ

## 外部サイト
- 公式ウェブサイト（英語）
- 公式ウェブサイト（日本語）
- Blizzard日本公式アカウント (@blizzard_jp) - X（旧Twitter）